# Federico Borrell García
Federico Borrell García (3 de Janeiro de 1912 – 5 de Setembro de 1936) foi o anarquista espanhol combatente republicano da Guerra Civil Espanhola cuja morte foi registrada na fotografia Muerte de un miliciano de Robert Capa.

## Biografia
Nascido em Benilloba, Espanha, Federico Borrel tinha o apelido de "Taino". Trabalhou num moinho em Alcoi e fundou junto com um grupo de anarquistas locais a Federação Ibérica da Juventude Libertária (FIJL). Com o início da Guerra Civil Espanhola juntou-se a Coluna Alcoiana para defender a República Espanhola contra as forças nacionalistas fascistas de Francisco Franco.
Na manhã de 5 de Setembro de 1936, Borrell era um dos cinquenta homens chegados ao Cerro Muriano em Córdoba para reforçar a milícia contra as forças franquistas comandadas pelo general José Varela. Durante a tarde Borrel estava defendendo a bateria de artilharia na retaguarda da infantaria de Alcoi quando tropas inimigas infiltradas atrás dos republicanos abriram fogo a suas costas. Borrel foi fatalmente ferido às cinco da tarde, nas proximidades da colina conhecida como La Loma de las Malagueñas. De acordo com os registros do governo espanhol da época, ele foi o único membro da Coluna Alcoiana a morrer no combate do Cerro Muriano naquele dia. Evaristo Garcia, seu irmão foi capaz de reconhecê-lo e identificá-lo através da foto.